# Berijev Be-112
Beriev Be-112 je predlagano dvomotorno turbopropelersko amfibijsko letalo ruskega proizvajalca Beriev. Prevažal naj bi do 27 potnikov.

## Tehnične specifikacije (preliminarne)
Podatki iz http://www.beriev.com/eng/Be-112_e/be-112_e.html
Splošne karakteristike
- Posadka: 2
- Število sedežev: 27
- Dolžina: 17,0 m ()
- Razpon kril: 21,2 m ()
- Višina: 5,2 m ()
- Pogon letala: 2 ×  Pratt & Whitney Canada РТ6А-67R, 1424 ()  vsak

 Zmogljivost 
- Maks. hitrost: 420 km/h
- Potovalna hitrost: 370 km/h
- Doseg: 1000 km ()